# Nilea palesoidea
Nilea palesoidea là một loài ruồi trong họ Tachinidae.